# 豆娘魚
梭地豆娘魚，又稱梭地雀鯛，俗名為厚殼仔，為輻鰭魚綱鱸形目隆頭魚亞目雀鯛科的其中一種。

## 分佈
本魚分布於印度太平洋區，包括紅海、東非、台灣、夏威夷、澳洲、皮特凱恩群島、菲律賓、印尼、所羅門群島、日本南部、越南等海域。

## 深度
水深0至3公尺。

## 特徵
本魚體呈卵圓形而側扁。吻短而略尖。眼中大，上側位。口小，上頜骨末端不及眼前緣；齒單列，齒端具缺刻。體灰白，尾柄近背鰭處有一大黑斑而無橫帶，且成魚的體側橫帶顏色很淡，間隔不明顯，中央橫帶上方色澤較深近黑色。幼魚體側橫帶較明顯。體被大櫛鱗；側線之有孔鱗片18至20個。背鰭硬棘13枚；軟條14至16枚；臀鰭硬棘2枚；軟條14至15枚。體長可達22公分。

## 生態
本魚棲息的深度較淺，範圍亦窄，通常只出現在岩礁岸的浪拂區，甚少至離岸5公尺以外的海域，其幼魚則常出現在潮池中。屬雜食性，以動物性浮游生物及藻類為食。

## 經濟利用
體型較大，可食用，味道鮮美，亦可飼養於水族箱中觀賞。